# Chuzhou
Pour les articles homonymes, voir Chuzhou (homonymie).
Chuzhou (滁州 ; pinyin : Chúzhōu) est une ville de l'est de la province de l'Anhui en Chine.

## Subdivisions administratives
La ville-préfecture de Chuzhou exerce sa juridiction sur huit subdivisions - deux districts, deux villes-districts et quatre xian :
- le district de Langya - 琅琊区 Lángyá Qū ;
- le district de Nanqiao - 南谯区 Nánqiáo Qū ;
- la ville de Mingguang - 明光市 Míngguāng Shì ;
- la ville de Tianchang - 天长市 Tiāncháng Shì ;
- le xian de Lai'an - 来安县 Lái'ān Xiàn ;
- le xian de Quanjiao - 全椒县 Quánjiāo Xiàn ;
- le xian de Dingyuan - 定远县 Dìngyuǎn Xiàn ;
- le xian de Fengyang - 凤阳县 Fèngyáng Xiàn.